# 因斯海姆
因斯海姆是德国莱茵兰-普法尔茨州的一个市镇。总面积8.00平方公里，总人口2077人，其中男性1002人，女性1075人（2011年12月31日），人口密度260人/平方公里。